# Rolladen-Schneider LS2
Dimensions
Le Rolladen-Schneider LS2 est un planeur monoplace de 15 mètres d'envergure avec volets de courbures et des aérofreins au bord de fuite. Il a été conçu en 1973 par la société Rolladen-Schneider.
le LS2 a été conçu par Wolf Lemke et Walter Schneider en réponse du changement de la classe standard.
Un seul prototype fut construit. Il effectua son premier vol en 1973, et gagna le championnat Allemand cette même année, et en 1974, le championnat du Monde en Australie.
La conception était néanmoins insatisfaisante. Les aérofreins occupaient la majeure partie du bord de fuite de l'aile, étant destiné à être aussi un moyen de réduire la vitesse et d'améliorer les taux de montée en thermiques. Les règles de classe ne permettaient pas à ces surfaces d'être couplé à des ailerons. Le faible taux de roulis résultant des petits ailerons conduisirent à de pauvres et dangereuses caractéristiques de vol. Le triple champion du monde Helmut Reichmann aurait dit que les bonnes performances ne valaient pas la charge de travail pilote supplémentaire.
Les incohérences dans la conception du LS2 mirent en évidence les règles qui favorisent les tendances de conception sage, avec des compromis devant être réalisés par les concepteurs entre la compétitivité et la sécurité. De nombreux observateurs[Qui ?] estimaient également que les aérofreins de bord fuite étaient contraires à l'esprit de la classe Standard, un problème qui a touché d'autres appareils tels que le PIK-20, la Libelle et le Schreder HP-8.
L'International Gliding Commission vota une nouvelle série de règles en 1974, interdisant tous dispositifs hypersustentateurs dans la catégorie Standard et la création de la classe 15 mètres où elles étaient autorisées sans aucune restriction.